# Xylographus lucasi
Xylographus lucasi là một loài bọ cánh cứng trong họ Ciidae. Loài này được Lopes-Andrade & Zacaro miêu tả khoa học năm 2003.